# (9364) Clusius
(9364) Clusius ist ein Asteroid des Hauptgürtels, der am 23. April 1992 vom belgischen Astronomen Eric Walter Elst am La-Silla-Observatorium (IAU-Code 809) der Europäischen Südsternwarte in Chile entdeckt wurde.
Der Asteroid wurde am 2. April 1999 nach dem niederländischen Gelehrten, Arzt und Botaniker Charles de l’Écluse (1526–1609) benannt, der 1584 mit Stirpium nomenclator Pannonicus die erste österreichische Pflanzenkunde verfasste und durch sein Wirken Wien zu einem Zentrum der Blumenzucht machte. Er war auch unter dem lateinischen Namen Carolus Clusius bekannt.